# شنا در مسابقات جهانی ورزش‌های آبی ۱۹۹۸
شنا یکی از رشته‌های ورزشی مسابقات جهانی ورزش‌های آبی ۱۹۹۸ بوده است.

## جدول مدال‌ها
میزبان 
| رتبه  | کشور                | طلا | نقره | برنز | مجموع |
| ۱     | ایالات متحده آمریکا | ۱۴  | ۵    | ۵    | ۲۴    |
| ۲     | استرالیا            | ۷   | ۶    | ۷    | ۲۰    |
| ۳     | چین                 | ۳   | ۲    | ۲    | ۷     |
| ۴     | آلمان               | ۱   | ۴    | ۳    | ۸     |
| ۵     | فرانسه              | ۱   | ۳    | ۰    | ۴     |
| ۶     | هلند                | ۱   | ۲    | ۲    | ۵     |
| ۷     | روسیه               | ۱   | ۱    | ۱    | ۳     |
| ۸     | اوکراین             | ۱   | ۱    | ۰    | ۲     |
| ۹     | مجارستان            | ۱   | ۰    | ۲    | ۳     |
| ۱۰    | بلژیک               | ۱   | ۰    | ۰    | ۱     |
| ۱۰    | کاستاریکا           | ۱   | ۰    | ۰    | ۱     |
| ۱۲    | ژاپن                | ۰   | ۲    | ۳    | ۵     |
| ۱۳    | اسلواکی             | ۰   | ۲    | ۱    | ۳     |
| ۱۴    | ایتالیا             | ۰   | ۲    | ۰    | ۲     |
| ۱۵    | کانادا              | ۰   | ۱    | ۳    | ۴     |
| ۱۶    | سوئد                | ۰   | ۱    | ۱    | ۲     |
| ۱۷    | بریتانیا            | ۰   | ۰    | ۲    | ۲     |
| ۱۸    | پورتوریکو           | ۰   | ۰    | ۱    | ۱     |
| مجموع | مجموع               | ۳۲  | ۳۲   | ۳۳   | ۹۷    |